# 271
271是270與272之間的自然數。

## 在數學中
- 第58個質數。前一個為269、下一個為277。
  - 第18對孿生質數，為（269、 271）。
  - 非正規質數
  - 高斯質數之一。
- 十进制的等數位數。
- 中心六邊形數
- 11個連續質數和（7+11+13+17+19+23+29+31+37+41+43）
- 第48個質數+48（223+48）
- 271是循環單位11111（連續5個1，其中5是質數）的因數，11111=41 × 271[1]
- 六進制中，由271個1組成的數字是質數。[2]
- 一個五位數abcde是271的倍數，若且唯若bcdea,cdeab,deabc,eabcd是271的倍數

## 在人類文化中
- 加拉廷县 (肯塔基州)的面積為271平方公里
- 1996年夏季奧林匹克運動會共有271個比賽項目
- 何家村唐代窖藏共出土文物1000多件，包括金銀器皿271件
- 2004年3月2日，伊拉克巴格達和卡爾巴拉的兩座什葉派穆斯林清真寺發生系列爆炸事件，造成271人死亡，約500人受傷
- 是美國71號州際公路的補助線

## 在科學中
- 鉍的熔點為271℃

## 在天文中
- NGC 271 是鯨魚座的一個星系
- 木衛四的赤道轉速為271 km/h
- 木衛一的赤道轉速為271 km/h

## 在其他領域中
- 西元271年和前271年
- 堇紫的HSV為（271°, 81%, 89%）
- 除了是一個數字，也可以代表渺小的希望、奢望，或是「絕望」。這是因為日本漫畫家富樫義博於漫畫週刊少年Jump週刊上連載的漫畫Hunter × Hunter，繼260之後，於270話之後又無限期休刊，因此其漫畫迷從而衍生出「說好不提271話的」的網路用語。冨樫化或富奸化等詞語，則在動漫迷之間，成了拖稿的代名詞。[來源請求]
- 香港九巴271線，來往大埔富亨邨與尖沙咀（廣東道），是大埔區主要巴士路線之一。

- 中國大陸視頻平臺愛奇藝的諧音稱呼。

### 網路用語
- 說好不提271的
- 樓上幹麻又提到271……
- 你今天富了嗎

网上有人说温家宝家族拥有27亿！所以叫271!另外还被人称为“星空大师”。

## 外部連結
- （繁體中文）左太政－從有理數談起